# Cuenta empleada para pagos
Una cuenta empleada para pagos (PTA) es una cuenta corriente a través de la cual las agencias bancarias situadas en los Estados Unidos extienden privilegios de emisión de cheques a los clientes de otras instituciones, a menudo bancos extranjeros.
Las cuentas PTA constituyen una preocupación para los reguladores bancarios porque los bancos o las agencias que proporcionan las cuentas pueden no someter a los clientes finales al mismo nivel de escrutinio al que someterían a sus propios clientes. Estas preocupaciones se abordaron en el Título 3A, especialmente la sección 311(b)(4), de la Ley Patriota.